# 이숭원 (문학평론가)
이숭원(李崇源, 1955년 4월 6일 ~ )은 대한민국의 문학평론가이다.
서울특별시 출신으로 1977년 서울대학교 국어교육학과에서 학사학위를 받고,  1980년 동 대학원에서 '정지용 시 연구'라는 논문으로 석사학위를, 1987년 '한국 근대시의 자연표상 연구'라는 논문으로 박사학위를 받았다.
충남대학교, 한림대학교, 서울여자대학교 국어국문학과 교수를 역임했다. 현재 서울여대 명예교수로 있고,  대한민국예술원 종신회원이다.

## 저서
- 한국시문학의 비평적 탐구 (1985년)
- 근대시의 내면구조 (1988년)
- 현대시와 현실인식 (1990년)
- 현대시와 삶의 지평 (1993년)
- 현대시와 지상의 꿈 (1995년)
- 한국 현대시 감상론 (1996년)
- 서정시의 힘과 아름다움 (1997년)
- 20세기 한국시인론 (1997년)
- 정지용의 시의 심층적 탐구 (1999년)
- 초록의 시학을 위하여 (2000년)
- 노천명 (2000년)
- 원본 정지용 시집(주해) (2003년)
- 폐허 속의 축복 (2004년)
- 감성의 파문 (2006년)
- 원본 백석 시집(주해) (2006년)
- 백석 시의 심층적 탐구 (2006년)
- 2000년대 주목받는 젊은 시인들(공편저) (2007년)
- 세속의 성전 (2007년)
- 김기림 (2008년)
- 백석을 만나다 (2008년)
- 교과서 시 정본 해설 (2008년)
- 영랑을 만나다 (2009년)
- 월하 이태극 시조전집 (편) (2010년)
- 남신의주 유동 박시봉방 (책임편집) (2011년)
- 시 속으로 (2011년)
- 꾀꼬리와 국화 (편저) (2011년)
- 김소월 시선 (편) (2012년)
- 시, 비평을 만나다 (2012년)
- 갈매나무의 시인, 백석 (2012년)
- 한국 대표시집 50권 (공편저) (2013년)
- 미당과의 만남 (2013년)
- 한국 현대시 연구의 맥락 (2014년)
- 이숭원 평론선집 (2015년)
- 김종삼의 시를 찾아서 (2015년)
- 시간의 속살 (2017년)
- 목월과의 만남 (2018년)
- 몰입의 잔상 (2018년)
- 구도 시인 구상 평전 (2019년)
- 탐미의 윤리 (2020년)
- 매혹의 아이콘 - 내가 읽은 21세기 시인들 (2021년)
- 작품으로 읽는 한국현대시사 (2021년)
- 못을 통한 존재 탐구의 긴 여정 (2022년)
- 시 읽는 마음 (2023년)
- 백석 시 백 편 (2023년)
- 동주 시 백 편 (2025년)

## 수상
- 제3회 시와시학상 평론상 (1998년)
- 제10회 김달진문학상 (1999년)
- 제14회 편운문학상 (2004년)
- 제17회 김환태 평론문학상  (2006년)
- 제12회 현대불교문학상 (2007년)
- 제13회 유심작품상 (2015년)
- 제23회 한국가톨릭문학상 본상 (2020년)
- 제10회 문덕수문학상 (2024)